# Coat of Arms
Coat of Arms – piąty album studyjny szwedzkiej grupy muzycznej Sabaton. Wydawnictwo ukazało się 21 maja 2010 nakładem wytwórni muzycznej Nuclear Blast. W ramach promocji do utworu „Uprising” został zrealizowany teledysk. W obrazie wystąpił generał Waldemar Skrzypczak, natomiast zdjęcia odbyły się m.in. w Fabryce Norblina w Warszawie. Premiera teledysku odbyła się 1 sierpnia 2010, w 66. rocznicę wybuchu powstania warszawskiego.

## Lista utworów
Opracowano na podstawie materiału źródłowego.
| Nr  | Tytuł                | Inspiracja                                                              | Czas |
| --- | -------------------- | ----------------------------------------------------------------------- | ---- |
| 1.  | „Coat of Arms”       | Wojna grecko-włoska                                                     | 3:35 |
| 2.  | „Midway”             | Bitwa pod Midway                                                        | 2:29 |
| 3.  | „Uprising”           | Powstanie warszawskie                                                   | 4:56 |
| 4.  | „Screaming Eagles”   | 101 Dywizja Powietrznodesantowa oraz obrona Bastogne                    | 4:07 |
| 5.  | „The Final Solution” | Noc kryształowa                                                         | 4:56 |
| 6.  | „Aces in Exile”      | Udział cudzoziemców w bitwie o Anglię                                   | 4:22 |
| 7.  | „Saboteurs”          | Bitwa o ciężką wodę                                                     | 3:15 |
| 8.  | „Wehrmacht”          | Siły Zbrojne III Rzeszy                                                 | 4:41 |
| 9.  | „White Death”        | Simo Häyhä                                                              | 4:10 |
| 10. | „Metal Ripper”       | „Zlepka” stworzona z fragmentów tekstów piosenek metalowych i rockowych | 3:51 |

### Bonus
1. „Coat of Arms (instrumental)” – 3:34 (bonus na Digibook Limited Edition)
2. „Metal Ripper (instrumental)” – 3:46 (bonus na Digibook Limited Edition)

## Twórcy
Opracowano na podstawie materiału źródłowego.
| Zespół Sabaton w składzie - Joakim Brodén – wokal prowadzący - Rikard Sundén – gitara - Oskar Montelius – gitara - Pär Sundström – gitara basowa - Daniel Mullback – perkusja - Daniel Mÿhr – instrumenty klawiszowe Produkcja - Tommy Tägtgren – produkcja muzyczna - Peter Tägtgren – produkcja muzyczna - Fredrik Nordström – miksowanie - Andrew Hayball – miksowanie - Erik Broheden – mastering | Dodatkowi muzycy - Kjell Bergendahl – wokal wspierający - Håkan Danielsson – wokal wspierający - Bosse Gärds – wokal wspierający - Christer Gärds – wokal wspierający - Pelle Hindén – wokal wspierający - Maria Holzmann – wokal wspierający - Hannele Junkala – wokal wspierający - Frank Kooistra – wokal wspierający - Pontus Lekaregård – wokal wspierający - Sofia Lundberg – wokal wspierający - Mia Mullback – wokal wspierający - Jon Nilsson – wokal wspierający - Åsa Österlund – wokal wspierający - Andre Sandström – wokal wspierający - Marie-Louise Strömqvist – wokal wspierający - Emil Wigelius – wokal wspierający |

## Listy sprzedaży
| Lista                   | Kraj       | Pozycja | Status      |
| ----------------------- | ---------- | ------- | ----------- |
| OLiS                    | Polska     | 9       | złota płyta |
| Schweizer Hitparade     | Szwajcaria | 33      |             |
| Sverigetopplistan       | Szwecja    | 4       |             |
| Ö3 Austria Top 40       | Austria    | 71      |             |
| Media Control Charts    | Niemcy     | 19      |             |
| Mahasz                  | Węgry      | 9       |             |
| Suomen virallinen lista | Finlandia  | 17      |             |